# Liste des monarchies dans le monde

Les monarchies dans le monde
monarchie constitutionnelle
royaume du Commonwealth
monarchie semi-constitutionnelle
monarchie absolue
monarchie dans certaines entités subétatiques

Cet article présente la liste des monarchies dans le monde.

## Par ordre alphabétique
| Pays                            | Continent     | Monarque |
| ------------------------------- | ------------- | --- |
| Andorre                         | Europe        | Coprince français : Emmanuel Macron, président de la République française - 17 mai 2017 Coprince épiscopal : Mgr Joan-Enric Vives i Sicília, évêque d'Urgell - 19 mai 2003 |
| Antigua-et-Barbuda              | Amérique      | Roi Charles III - 8 septembre 2022 |
| Arabie saoudite                 | Proche-Orient | Roi Salmane ben Abdelaziz Al Saoud - 23 janvier 2015 |
| Australie                       | Océanie       | Roi Charles III - 8 septembre 2022 |
| Bahamas                         | Amérique      | Roi Charles III - 8 septembre 2022 |
| Bahreïn                         | Proche-Orient | Roi Hamad II - Émir le 6 mars 1999, puis roi le 14 février 2002 |
| Belgique                        | Europe        | Roi Philippe - 21 juillet 2013 |
| Belize                          | Amérique      | Roi Charles III - 8 septembre 2022 |
| Bhoutan                         | Asie          | Roi Jigme Khesar Wangchuck - 14 décembre 2006 |
| Brunei                          | Asie          | Sultan Hassanal Bolkiah - 5 octobre 1967 |
| Cambodge                        | Asie          | Roi Norodom Sihamoni - 29 octobre 2004 |
| Canada                          | Amérique      | Roi Charles III - 8 septembre 2022 |
| Danemark                        | Europe        | Roi Frédéric X - 14 janvier 2024 |
| Émirats arabes unis             | Proche-Orient | Président de la Fédération : cheikh Mohammed ben Zayed Al Nahyane, émir d'Abou Dabi - 14 mai 2022                                                                          |
| Espagne                         | Europe        | Roi Felipe VI - 19 juin 2014 |
| Eswatini                        | Afrique       | Roi Mswati III - 25 avril 1986 |
| Grenade                         | Amérique      | Roi Charles III - 8 septembre 2022 |
| Îles Salomon                    | Océanie       | Roi Charles III - 8 septembre 2022 |
| Jamaïque                        | Amérique      | Roi Charles III - 8 septembre 2022 |
| Japon                           | Asie          | Empereur Naruhito - 1er mai 2019 |
| Jordanie                        | Proche-Orient | Roi Abdallah II - 7 février 1999 |
| Koweït                          | Proche-Orient | Émir Mechaal - 16 décembre 2023 |
| Lesotho                         | Afrique       | Roi Letsie III - 7 février 1996 |
| Liechtenstein                   | Europe        | Prince Hans-Adam II - 13 novembre 1989 ; régent : prince Alois - 15 août 2004                                                                                              |
| Luxembourg                      | Europe        | Grand-duc Henri - 7 octobre 2000 |
| Malaisie                        | Asie          | Roi Ibrahim Ismail, sultan de Johor - 31 janvier 2024 (élu pour 5 ans) |
| Maroc                           | Afrique       | Roi Mohammed VI - 23 juillet 1999 |
| Monaco                          | Europe        | Prince Albert II - 6 avril 2005 |
| Norvège                         | Europe        | Roi Harald V - 17 janvier 1991 |
| Nouvelle-Zélande                | Océanie       | Roi Charles III - 8 septembre 2022 |
| Oman                            | Proche-Orient | Sultan Haïtham ben Tariq - 11 janvier 2020 |
| Papouasie-Nouvelle-Guinée       | Océanie       | Roi Charles III - 8 septembre 2022 |
| Pays-Bas                        | Europe        | Roi Willem-Alexander - 30 avril 2013 |
| Qatar                           | Proche-Orient | Émir Tamim ben Hamad Al Thani - 25 juin 2013 |
| Royaume-Uni                     | Europe        | Roi Charles III - 8 septembre 2022 |
| Sainte-Lucie                    | Amérique      | Roi Charles III - 8 septembre 2022 |
| Saint-Christophe-et-Niévès      | Amérique      | Roi Charles III - 8 septembre 2022 |
| Saint-Vincent-et-les-Grenadines | Amérique      | Roi Charles III - 8 septembre 2022 |
| Samoa                           | Océanie       | Prince Va'aletoa Sualauvili II - 21 juillet 2017 |
| Suède                           | Europe        | Roi Charles XVI Gustave - 15 septembre 1973 |
| Thaïlande                       | Asie          | Roi Rama X - 1er décembre 2016 |
| Tonga                           | Océanie       | Roi Tupou VI - 18 mars 2012 |
| Tuvalu                          | Océanie       | Roi Charles III - 8 septembre 2022 |
| Vatican                         | Europe        | Pape Léon XIV - 8 mai 2025 |

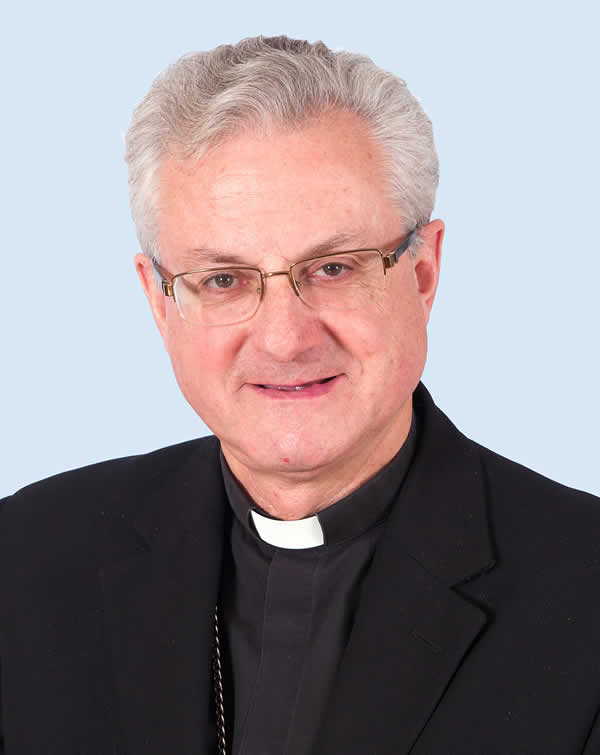
Joan-Enric Vives i Sicília, coprince épiscopal d'Andorre
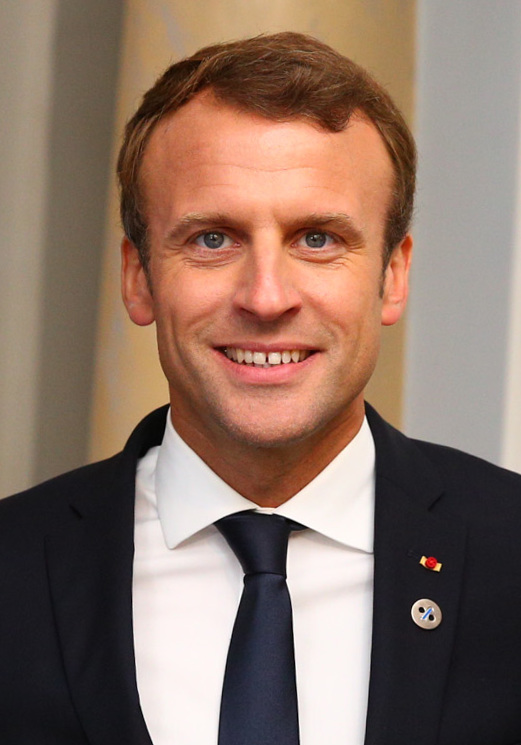
Emmanuel Macron, coprince français d'Andorre
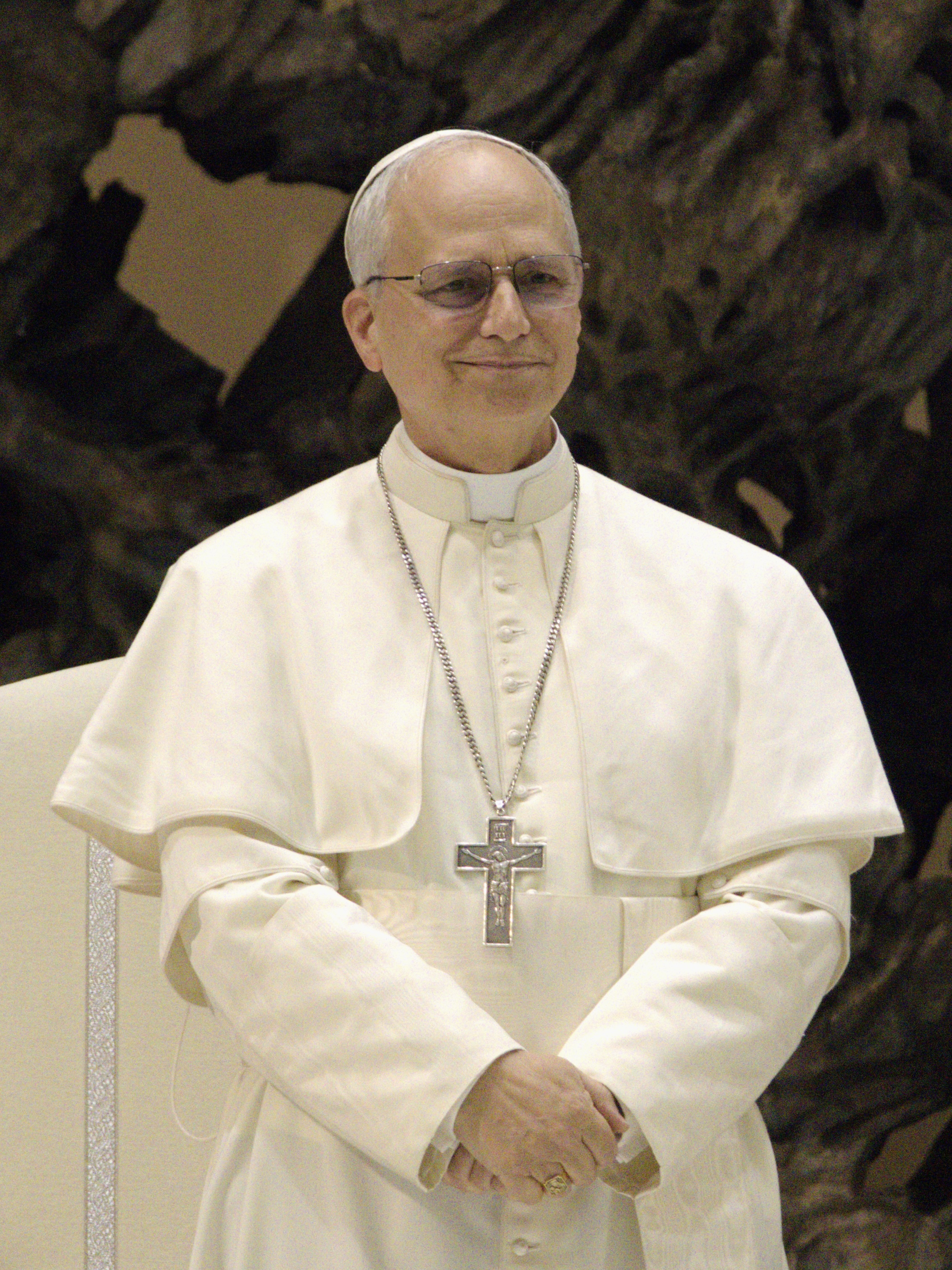
Léon XIV, souverain du Vatican
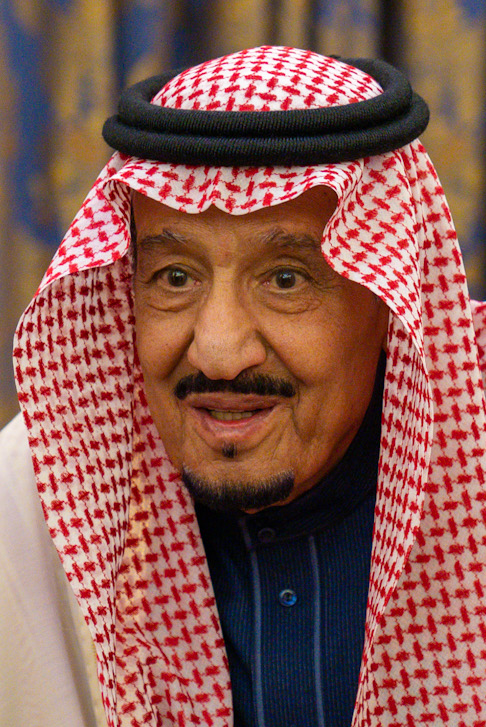
Salmane ben Abdelaziz Al Saoud, roi d'Arabie saoudite
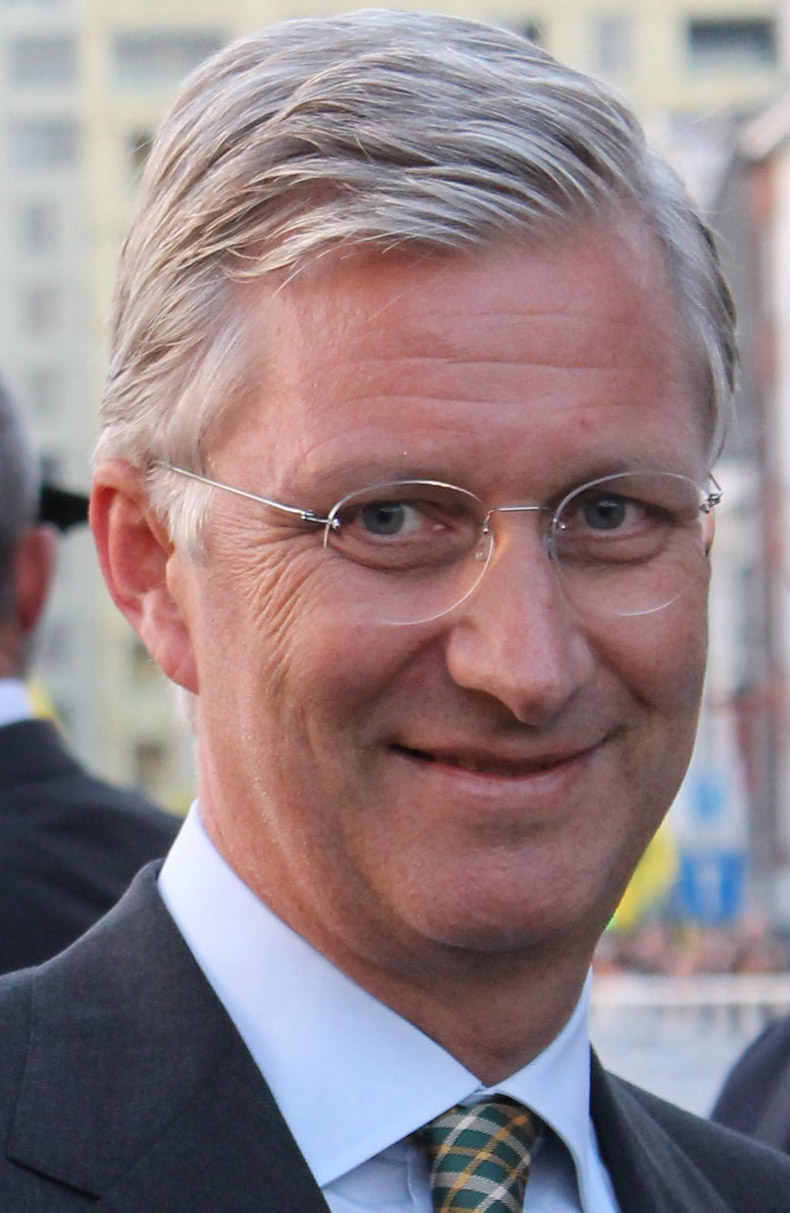
Philippe, roi des Belges
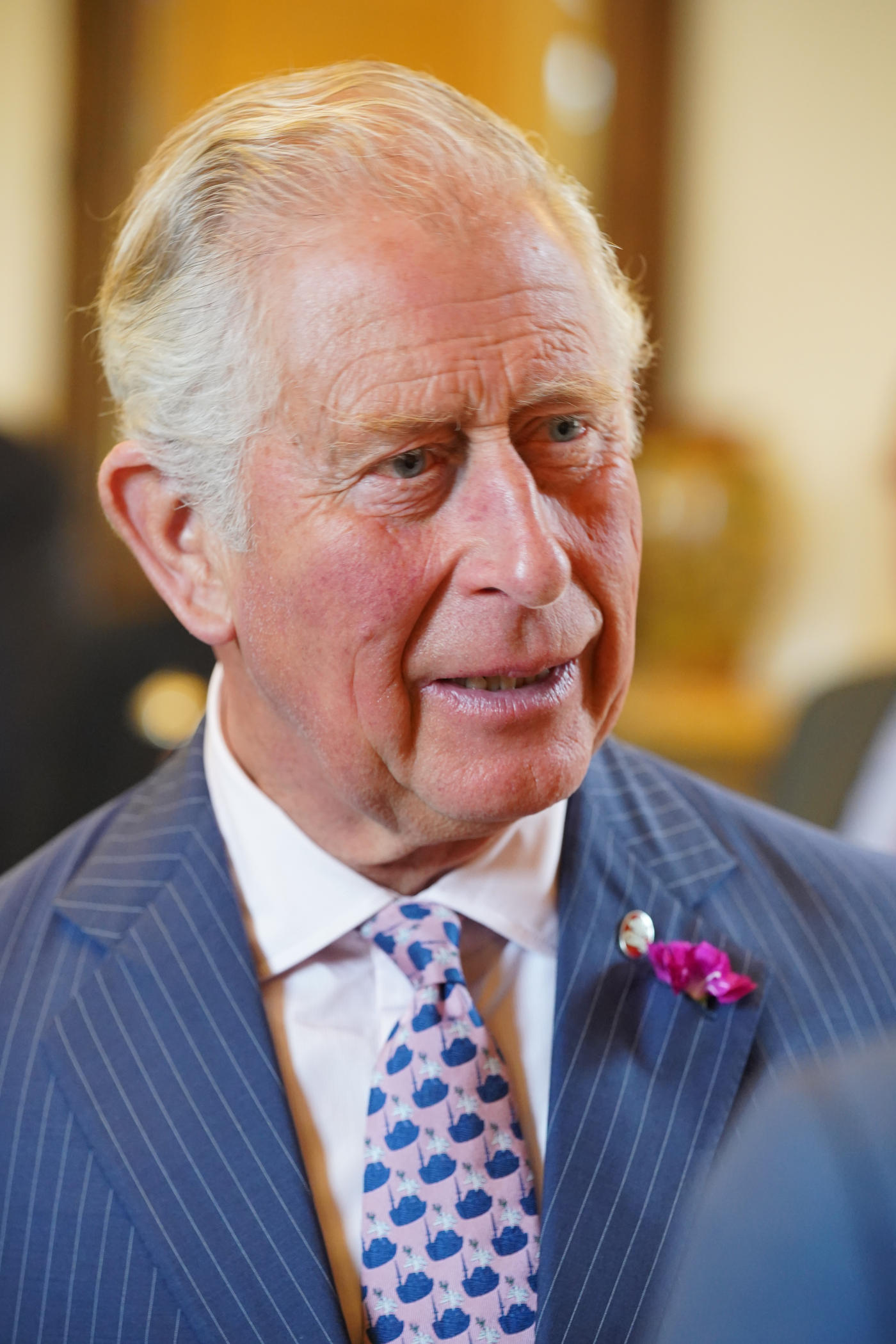
Charles III, roi du Royaume-Uni et des autres royaumes du Commonwealth
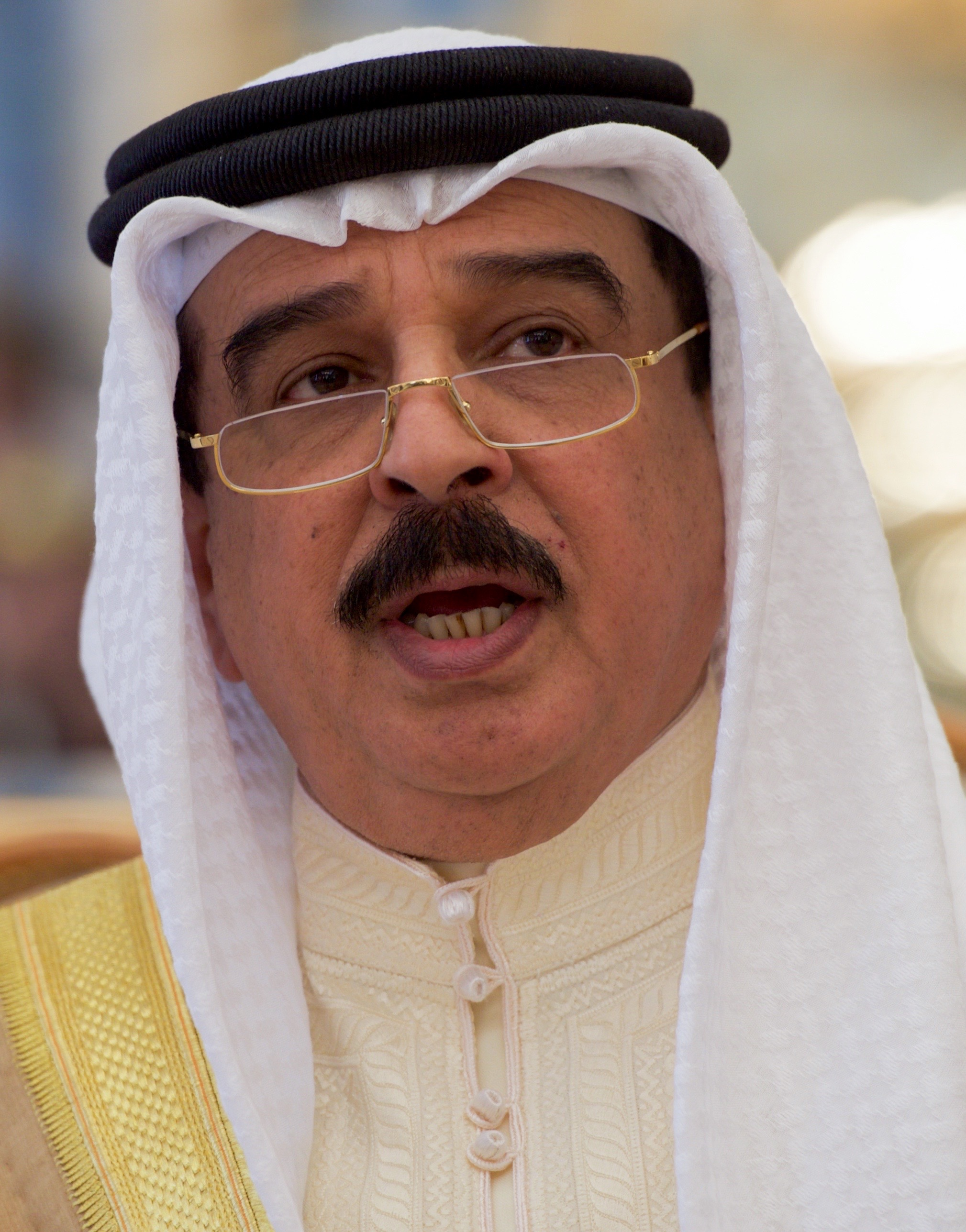
Hamed ben Issa Al Khalifa, roi de Bahreïn
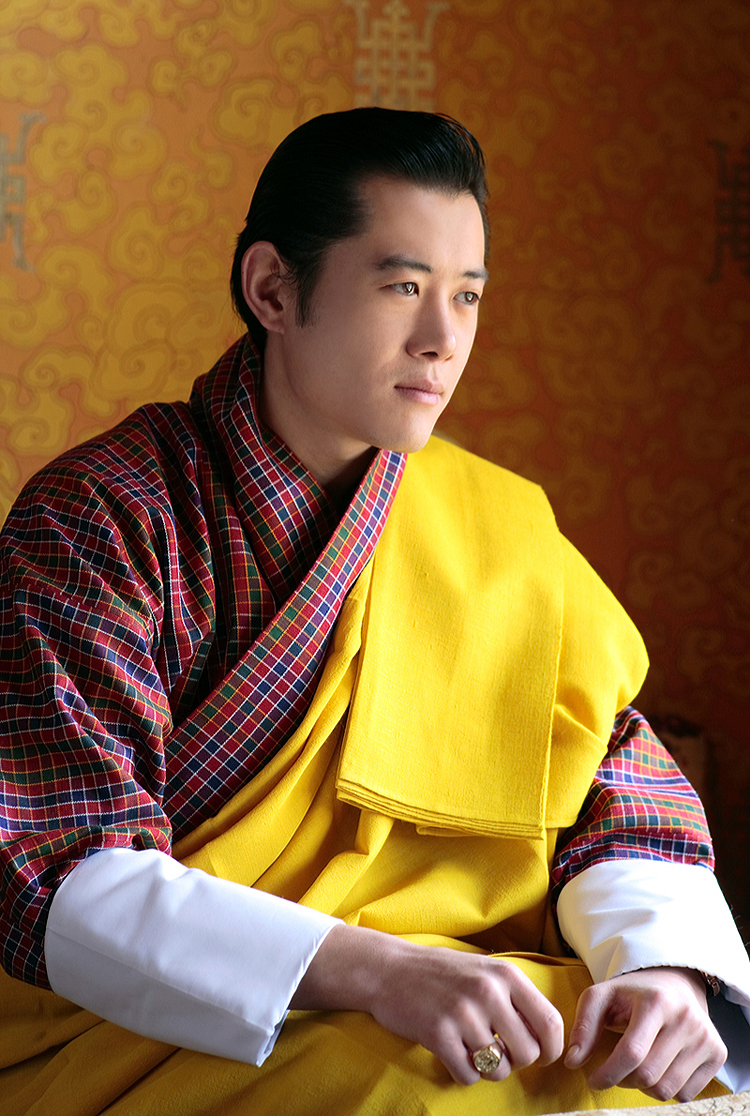
Jigme Khesar Wangchuck, roi du Bhoutan
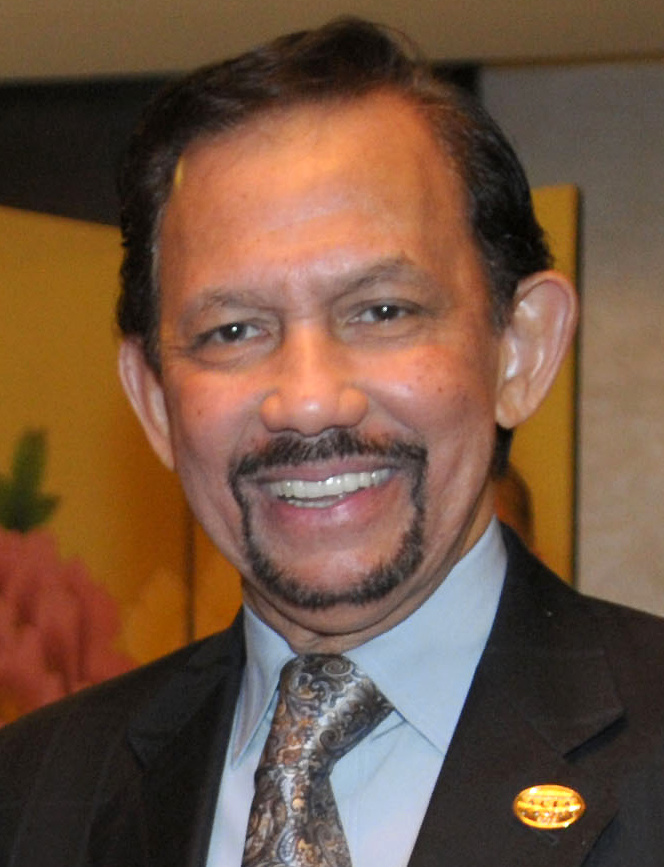
Hassanal Bolkiah, sultan du Brunei
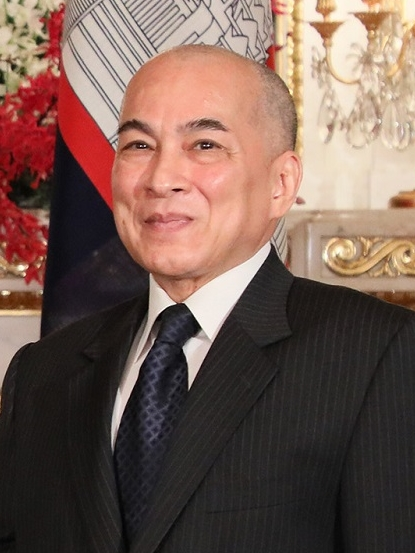
Norodom Sihamoni, roi du Cambodge
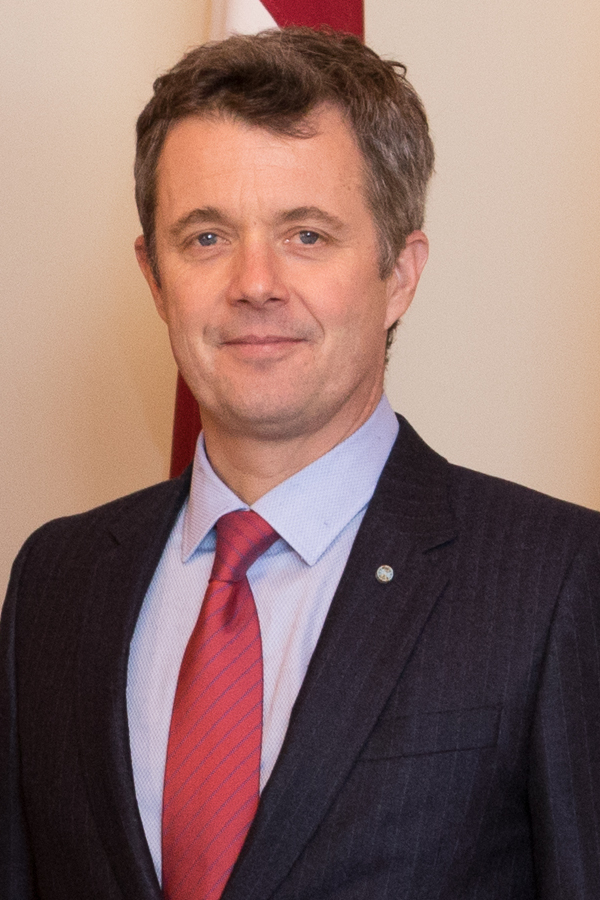
Frédéric X, roi de Danemark
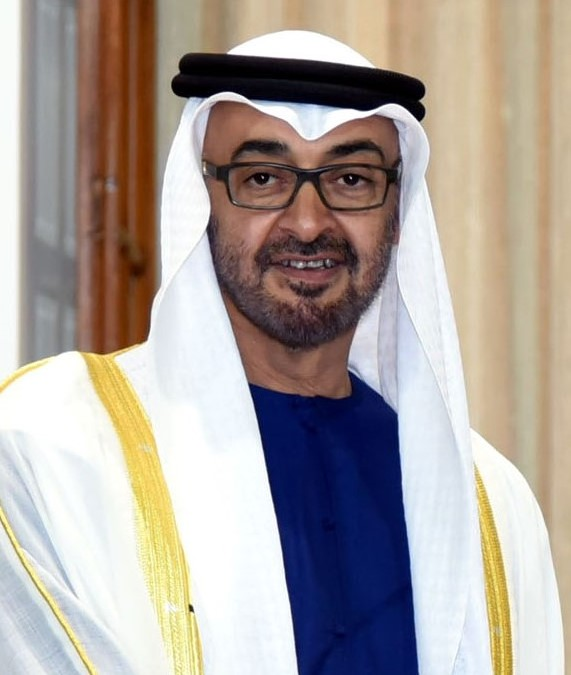
Mohammed ben Zayed Al Nahyane, émir des Émirats arabes unis
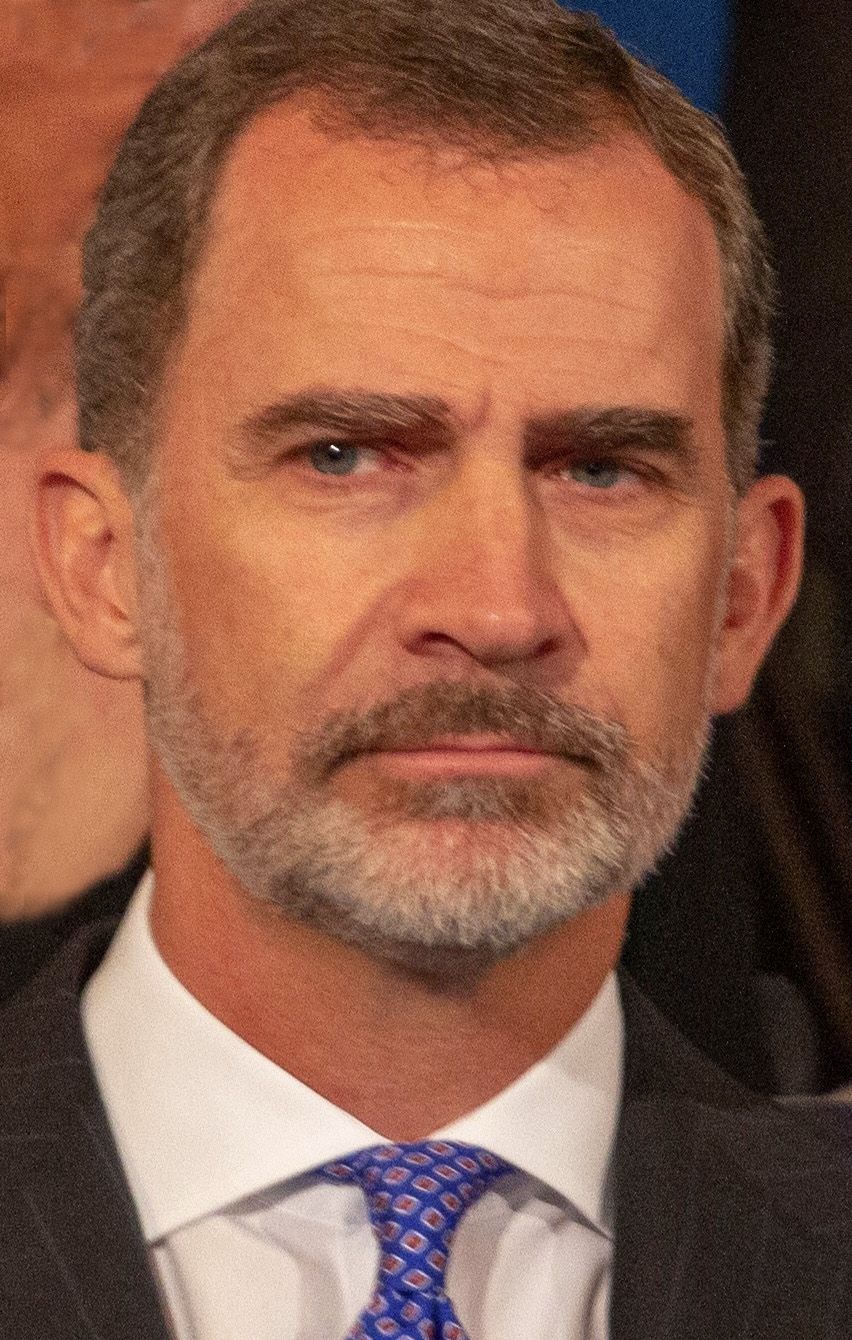
Felipe VI, roi d'Espagne
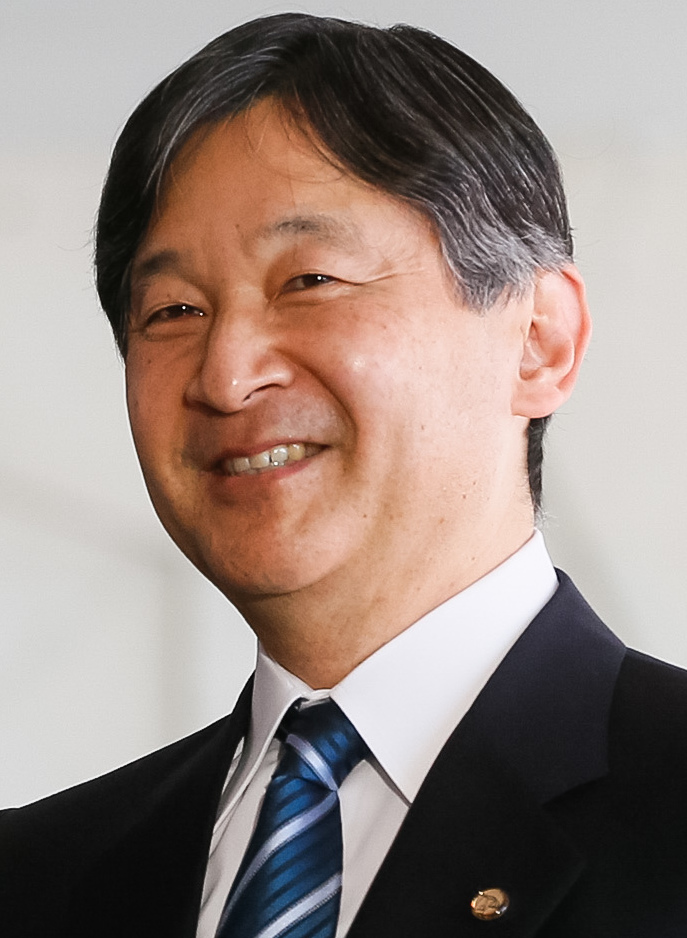
Naruhito, empereur du Japon
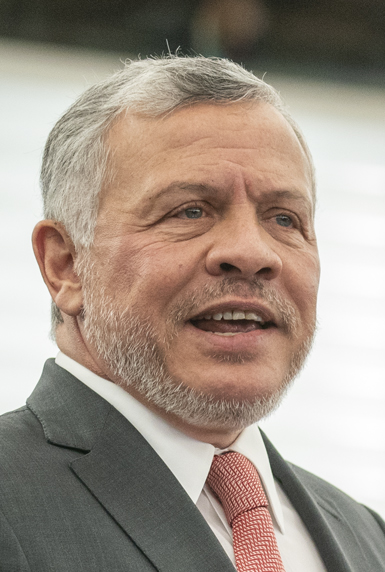
Abdallah II, roi de Jordanie
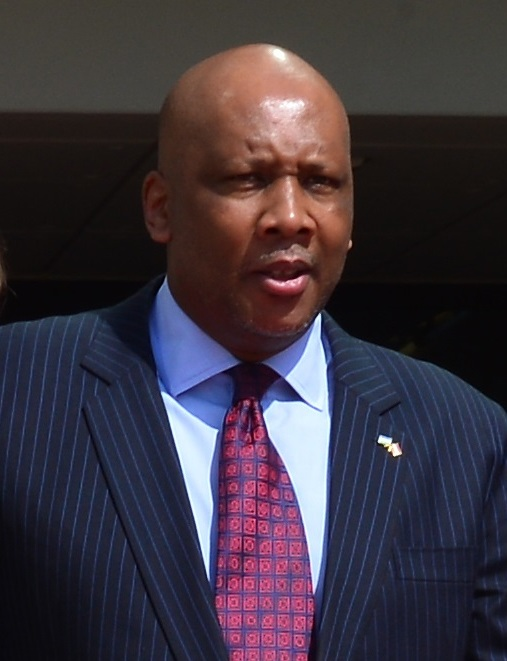
Letsie III, roi du Lesotho
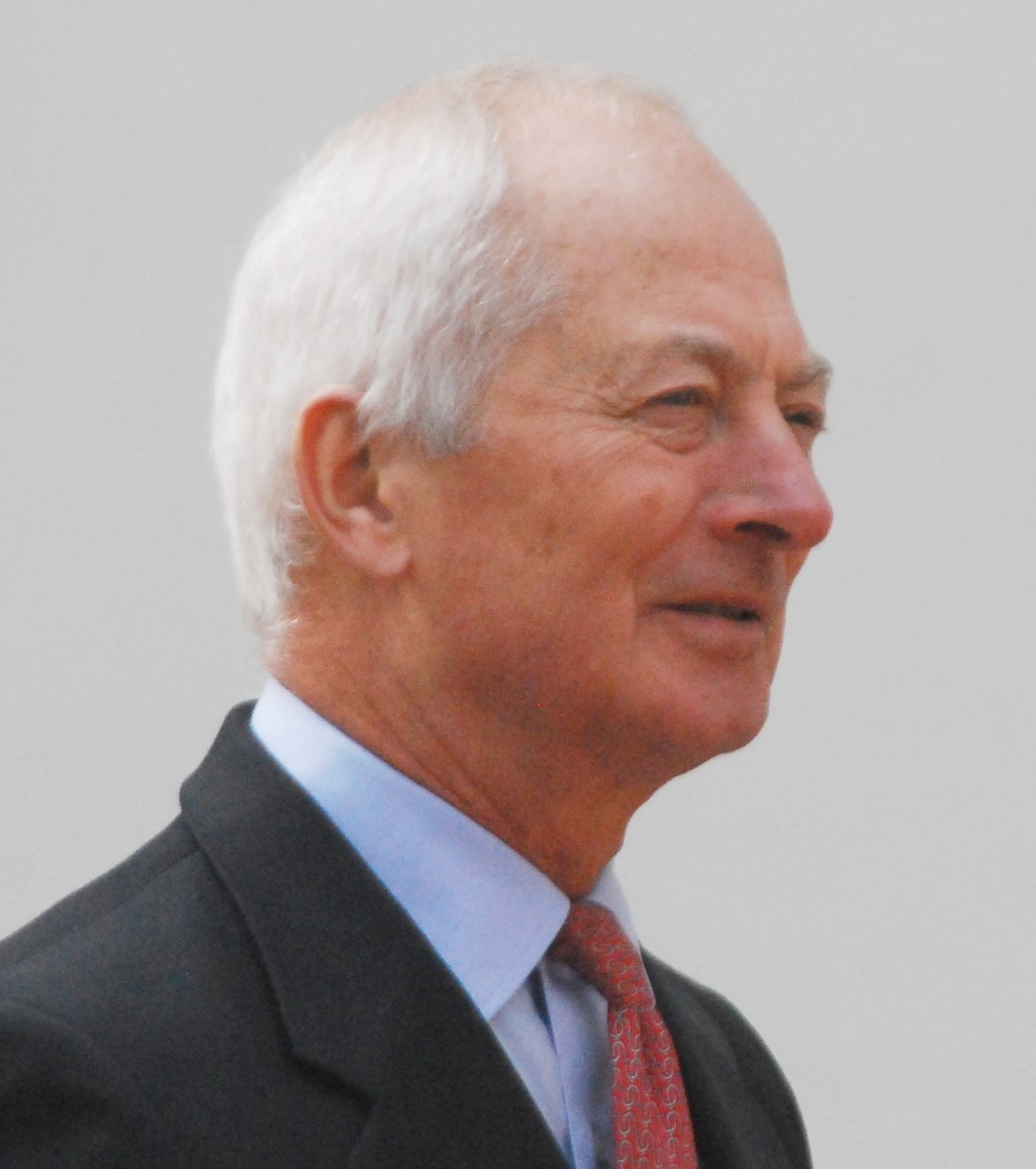
Hans-Adam II, prince de Liechtenstein
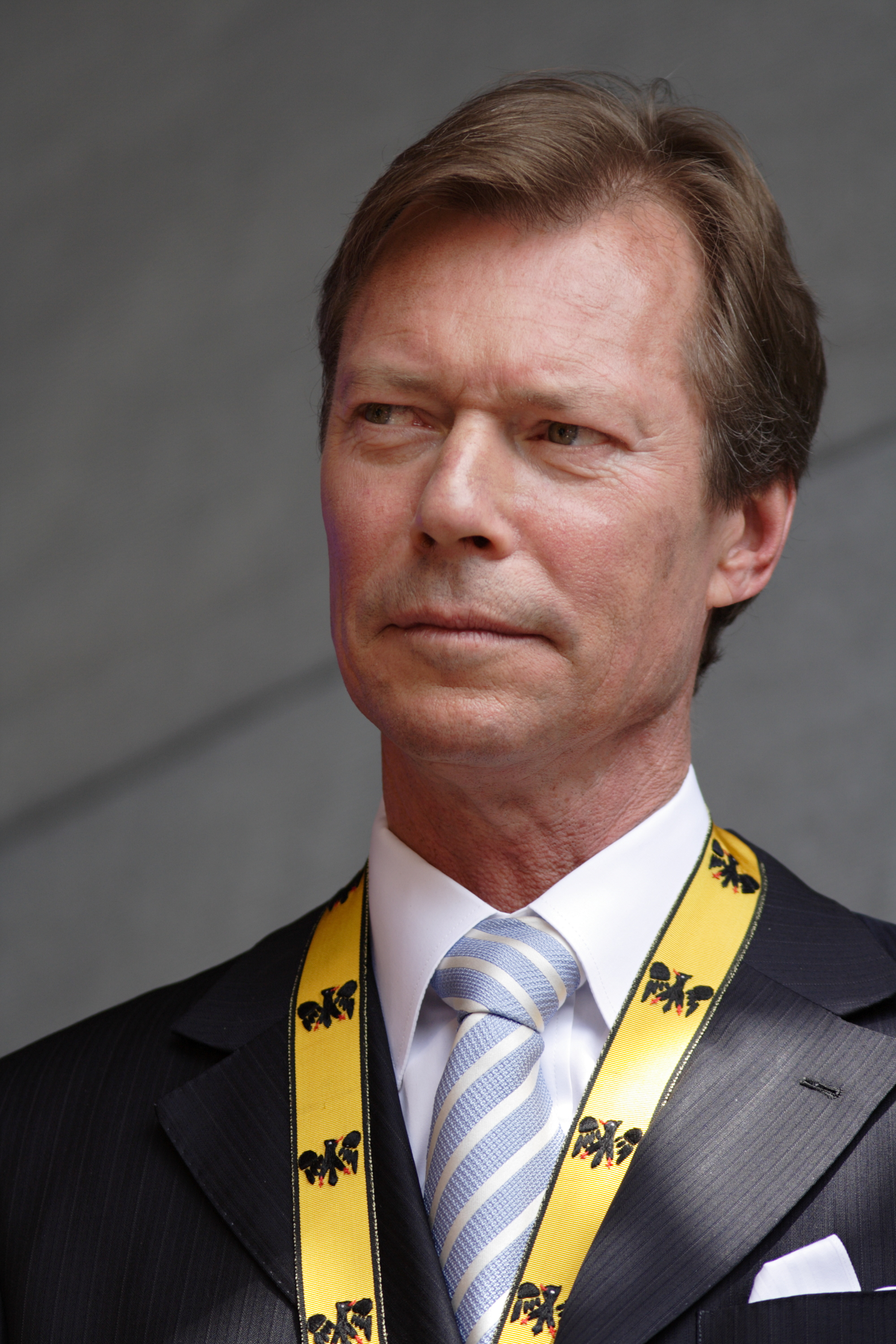
Henri, grand-duc de Luxembourg
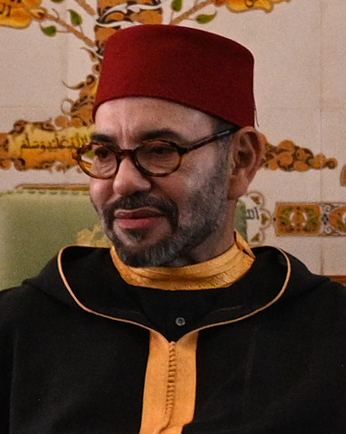
Mohammed VI, roi du Maroc
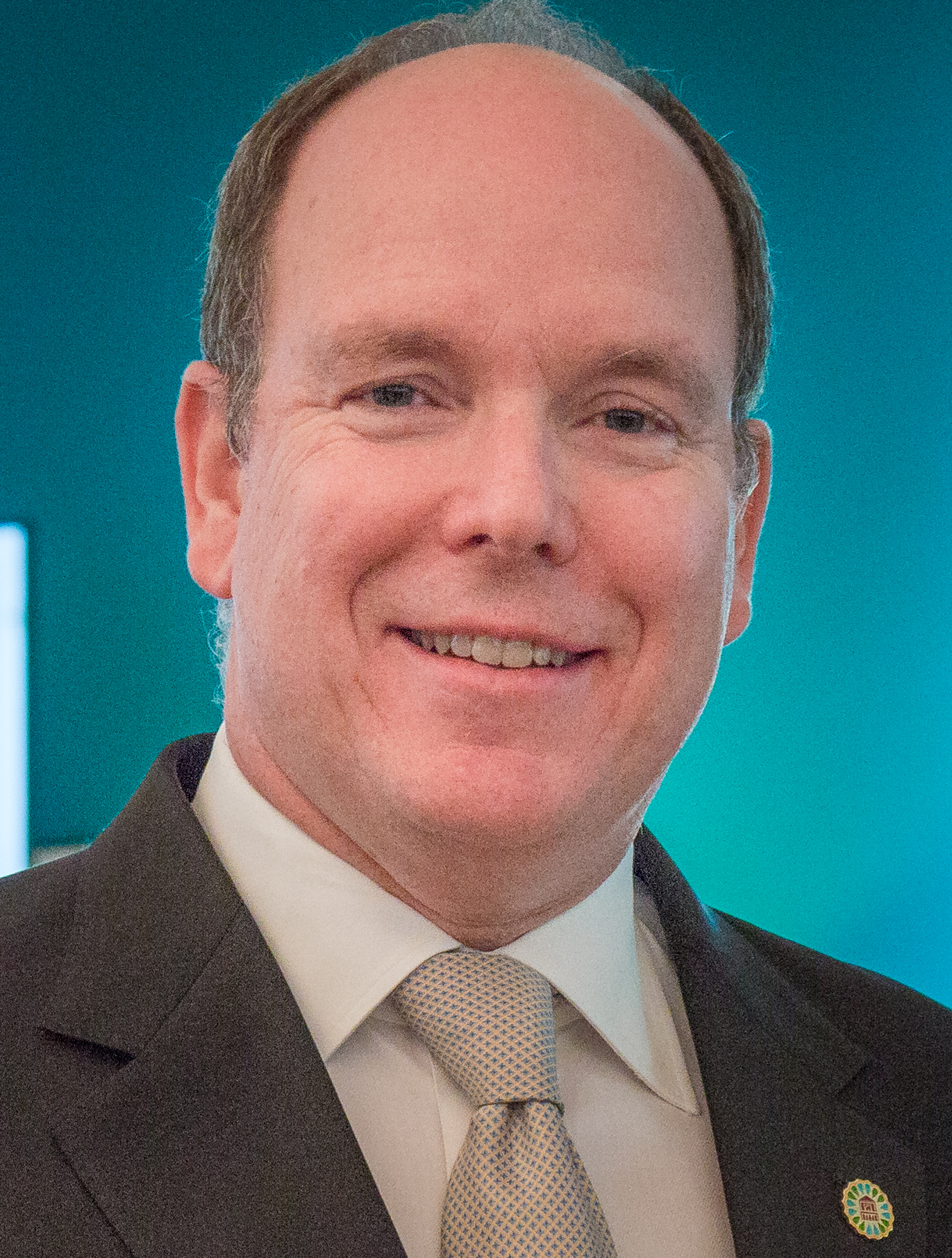
Albert II, prince de Monaco
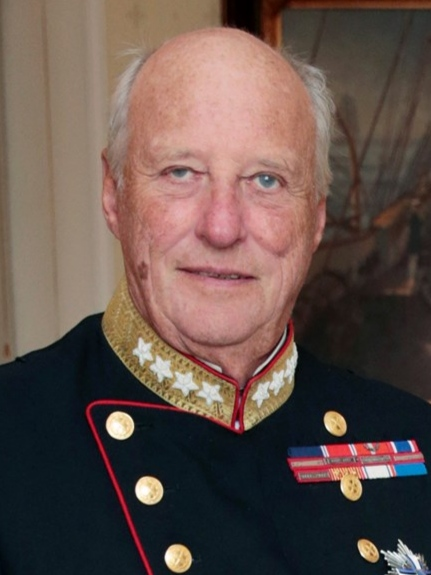
Harald V, roi de Norvège
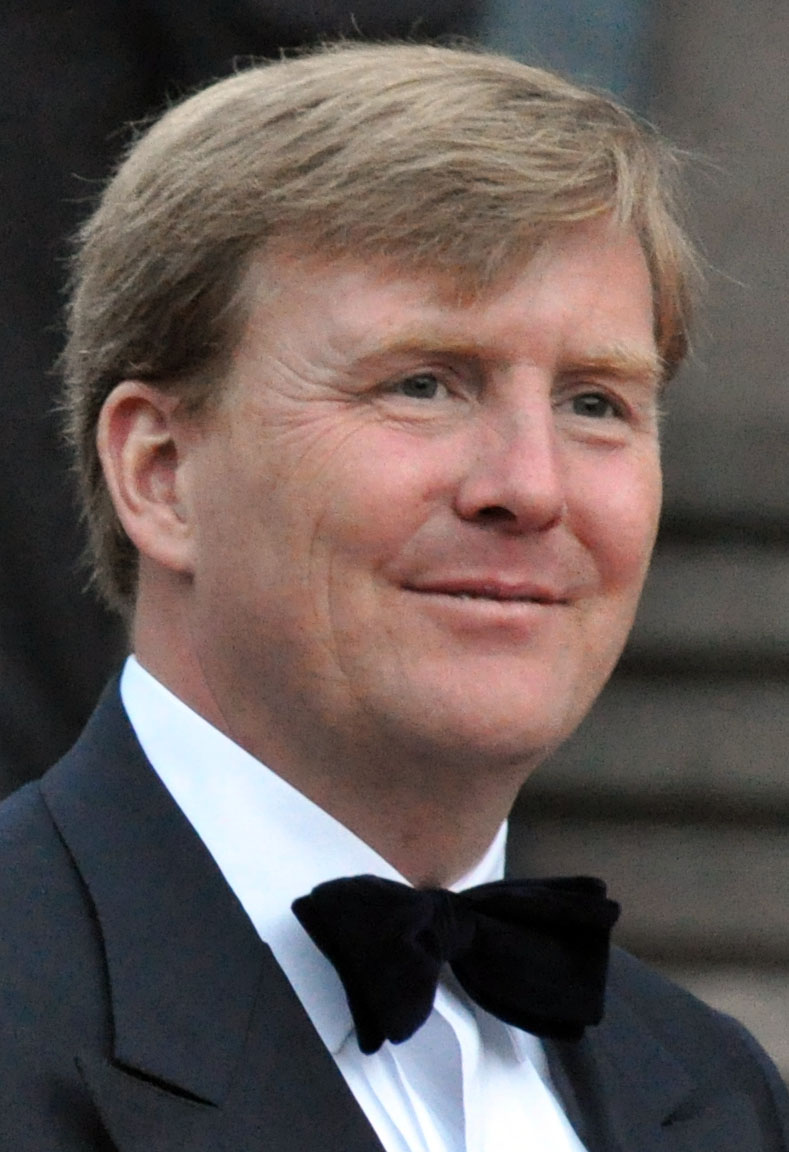
Willem-Alexander, roi des Pays-Bas
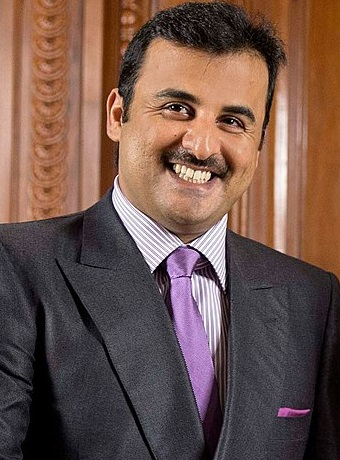
Tamim ben Hamad Al Thani, émir du Qatar
Charles XVI Gustave, roi de Suède
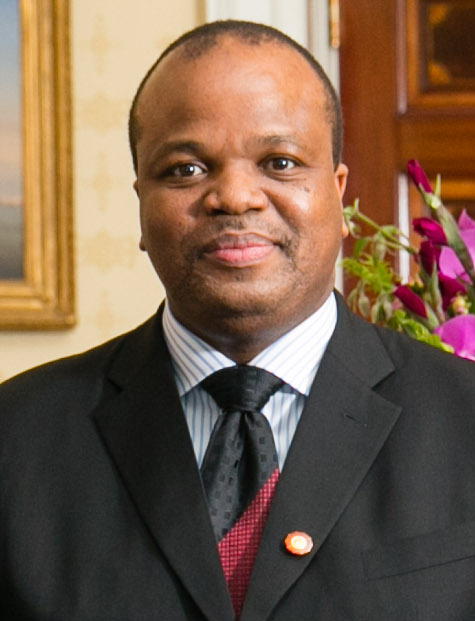
Mswati III, roi d'Eswatini
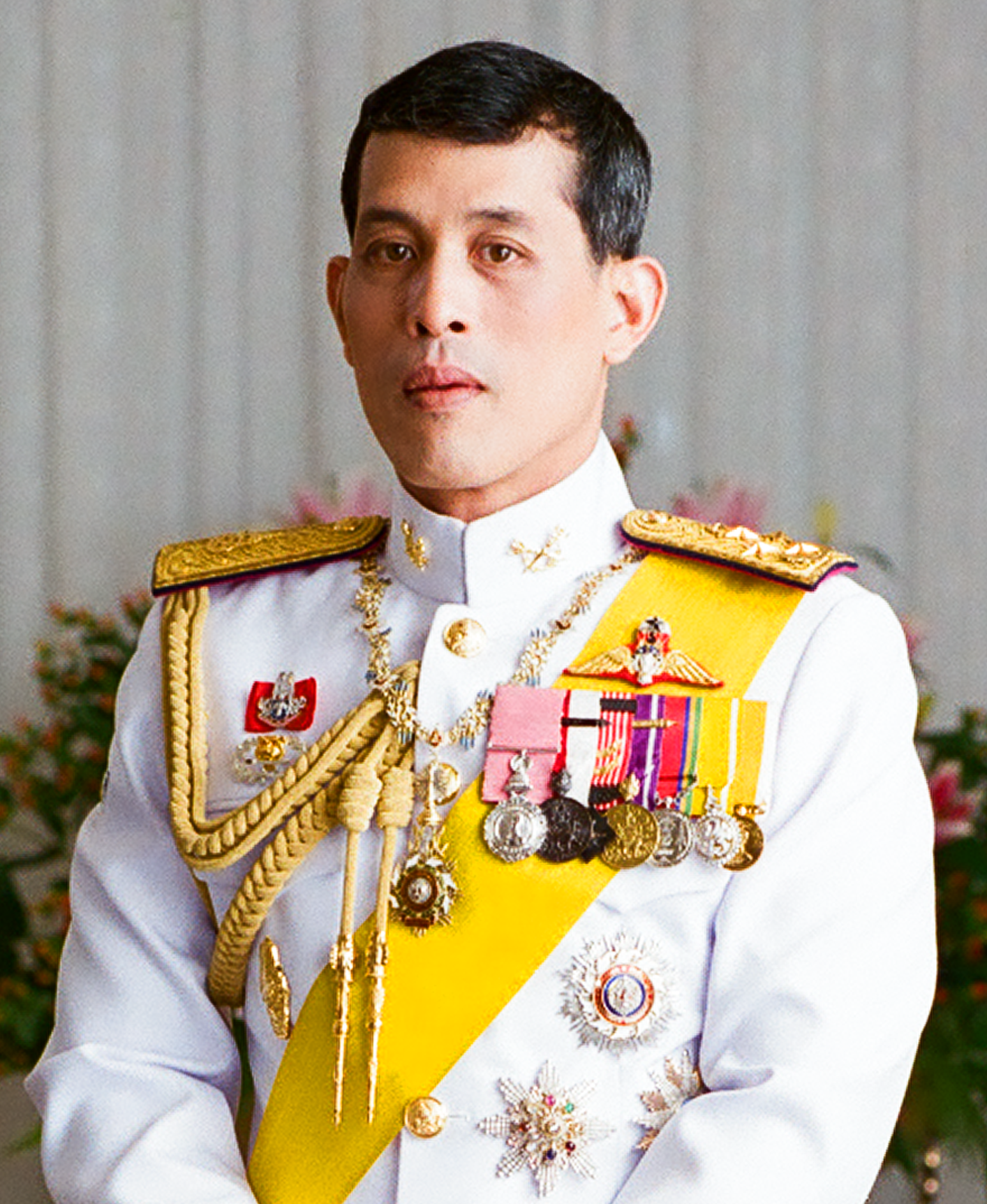
Rama X, roi de Thaïlande
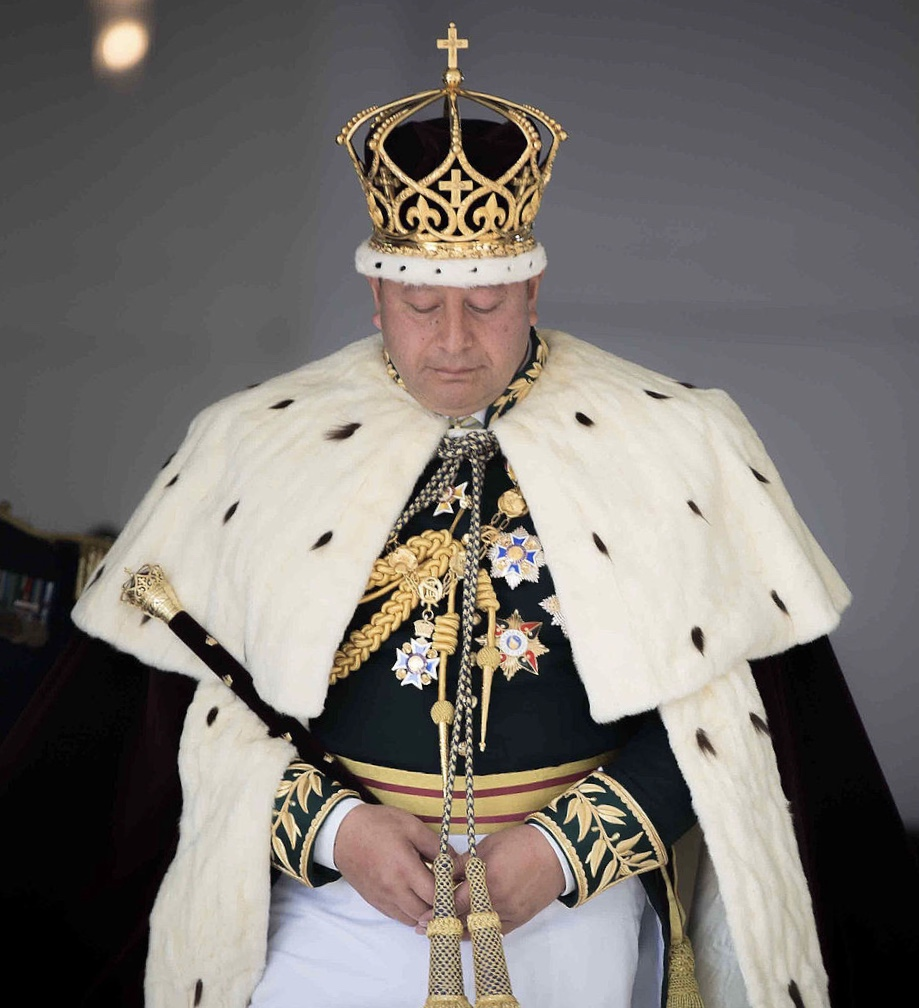
Tupou VI, roi des Tonga
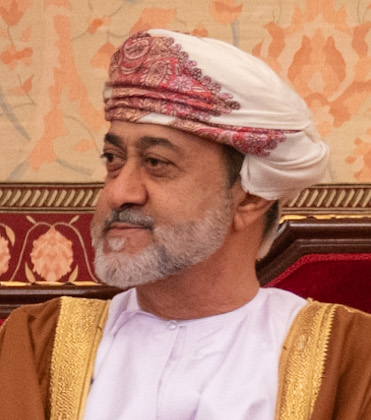
Haïtham ben Tariq, Sultan d'Oman

## Autres classements

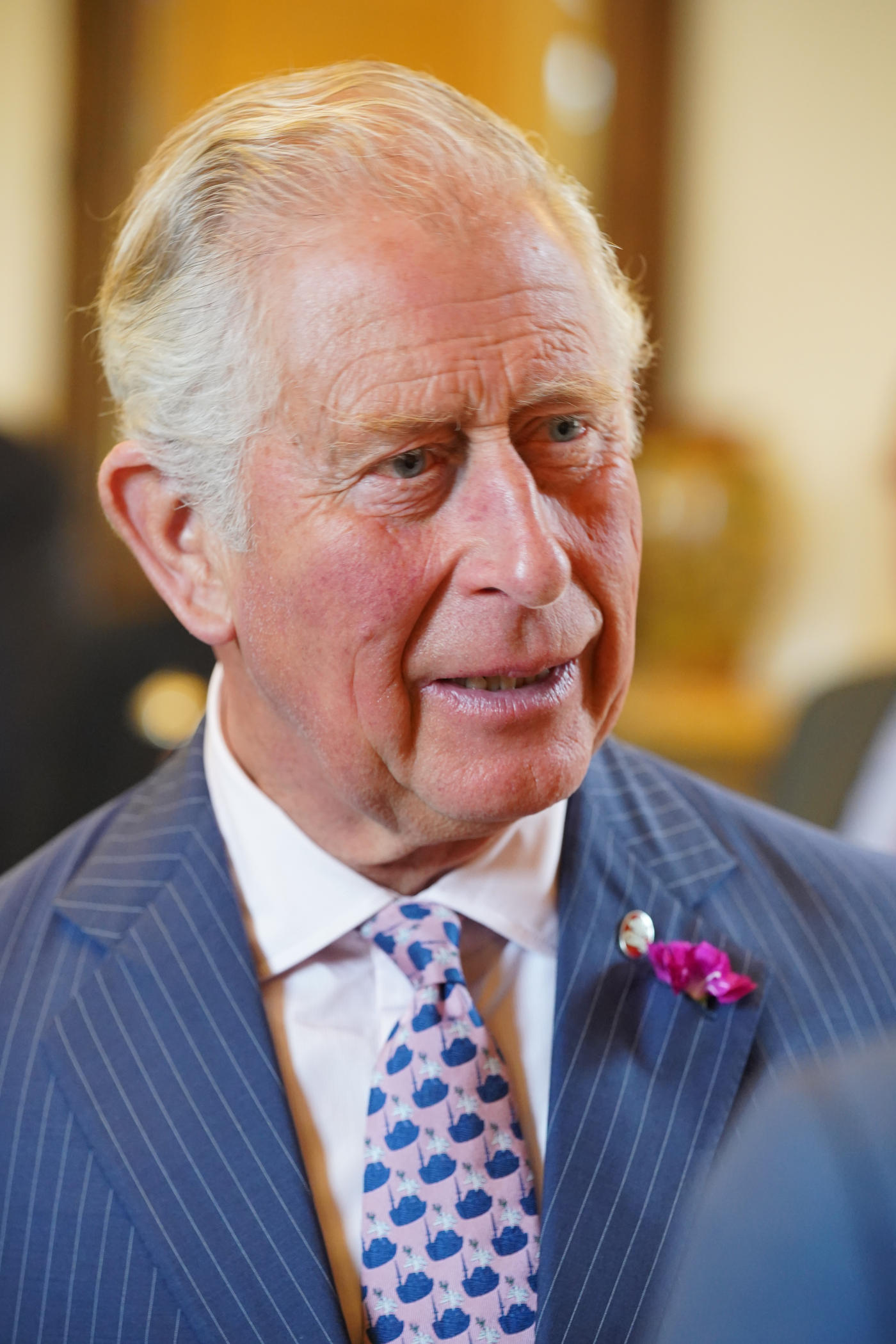
Charles III (roi du Royaume-Uni), roi d'Antigua-et-Barbuda, d'Australie, des Bahamas, de Belize, du Canada, de la Grenade, des Îles Salomon, de Jamaïque, de Nouvelle-Zélande, de Papouasie-Nouvelle-Guinée, du Royaume-Uni, de Sainte-Lucie, de Saint-Christophe-et-Niévès, de Saint-Vincent-et-les-Grenadines et des Tuvalu.

### Les 15 monarchies du roi Charles III
1. Antigua-et-Barbuda (roi Charles III - 8 septembre 2022)
2. Australie (roi Charles III - 8 septembre 2022)
3. Bahamas (roi Charles III - 8 septembre 2022)
4. Belize (roi Charles III - 8 septembre 2022)
5. Canada (roi Charles III - 8 septembre 2022)
6. Grenade (roi Charles III - 8 septembre 2022)
7. Îles Salomon (roi Charles III - 8 septembre 2022)
8. Jamaïque (roi Charles III - 8 septembre 2022
9. Nouvelle-Zélande (roi Charles III - 8 septembre 2022)
10. Papouasie-Nouvelle-Guinée (roi Charles III - 8 septembre 2022)
11. Royaume-Uni (roi Charles III - 8 septembre 2022)
12. Sainte-Lucie (roi Charles III - 8 septembre 2022)
13. Saint-Christophe-et-Niévès (roi Charles III - 8 septembre 2022)
14. Saint-Vincent-et-les-Grenadines (roi Charles III - 8 septembre 2022)
15. Tuvalu (roi Charles III - 8 septembre 2022)

Auparavant, Élisabeth II était souveraine de tous ces territoires depuis son accession au trône le 6 février 1952 jusqu'à sa mort le 8 septembre 2022, soit comme chef d'État directement, soit au titre de souveraine du Royaume-Uni dont le territoire était une colonie avant d'en devenir chef d'État à la date de l'indépendance, soit au titre de souveraine d'un autre royaume dont le nouvel État a fait sécession.

### Ancienneté des souverains
Années 1960
- 5 octobre 1967 : Hassanal Bolkiah, sultan de Brunei

Années 1970
- 15 septembre 1973 : Charles XVI Gustave, roi de Suède

Années 1980
- 25 avril 1986 : Mswati III, roi d'Eswatini
- 13 novembre 1989 : Hans Adam II, prince de Liechtenstein (Aloïs de Liechtenstein, régent - 15 août 2004)

Années 1990
- 17 janvier 1991 : Harald V, roi de Norvège
- 7 février 1996 :  Letsie III, roi du Lesotho
- 7 février 1999 : Abdallah II, roi de Jordanie
- 6 mars 1999 : Hamad II, roi de Bahreïn (émir du 6 mars 1999 au 14 février 2002)
- 23 juillet 1999 : Mohammed VI, roi du Maroc

Années 2000
- 7 octobre 2000 : Henri, grand-duc de Luxembourg
- 19 mai 2003 : Joan-Enric Vives i Sicília, coprince épiscopal d'Andorre, évêque d'Urgel.
- 15 août 2004 : Alois, régent de Liechtenstein
- 29 octobre 2004 : Norodom Sihamoni, roi du Cambodge
- 6 avril 2005 : Albert II, prince de Monaco
- 14 décembre 2006 : Jigme Khesar Namgyal, roi du Bhoutan

Années 2010
- 18 mars 2012 : Tupou VI, roi des Tonga
- 30 avril 2013 : Willem-Alexander, roi des Pays-Bas
- 25 juin 2013 : Cheikh Tamim, émir du Qatar
- 21 juillet 2013 : Philippe, roi des Belges
- 19 juin 2014 : Felipe VI, roi d'Espagne
- 23 janvier 2015 : Salmane, roi d'Arabie saoudite
- 1er décembre 2016 : Rama X, roi de Thaïlande
- 14 mai 2017 : Emmanuel Macron, président de la République française, coprince français d'Andorre
- 21 juillet 2017 : Va'aletoa Sualauvi II, chef de l'État des Samoa
- 1er mai 2019 : Naruhito, empereur du Japon

Années 2020
- 11 janvier 2020 : Haïtham ben Tariq, sultan d'Oman
- 14 mai 2022 : Cheikh Mohammed, président de la Fédération des Émirats arabes unis et émir d'Abou Dabi
- 8 septembre 2022 : Charles III, roi du Royaume-Uni et des autres royaumes du Commonwealth
- 16 décembre 2023 : Mechaal, émir du Koweït
- 14 janvier 2024 : Frédéric X, roi de Danemark
- 31 janvier 2024 : Ibrahim Ismail de Johor, roi de Malaisie (élu pour 5 ans)
- 8 mai 2025 : Léon XIV, pape, souverain pontife du Vatican

### Autres entités monarchiques
| Pays          | Continent                | Monarque                                         |
| ------------- | ------------------------ | ------------------------------------------------ |
| Asante        | Afrique (Ghana)          | roi Otumfuo Nana Osei Tutu II - 1999             |
| Buganda       | Afrique (Ouganda)        | roi Ronald Muwenda Mutebi II - 1993              |
| Bunyoro       | Afrique (Ouganda)        | roi Solomon Iguru I - 1993                       |
| KwaZulu-Natal | Afrique (Afrique du Sud) | roi Misuzulu Sinqobile kaZwelithini - 9 mai 2021 |
| Toro          | Afrique (Ouganda)        | roi Rukidi IV - 1995                             |
| Yogyakarta    | Asie (Indonésie)         | Sultan Hamengkubuwono X - 1989                   |

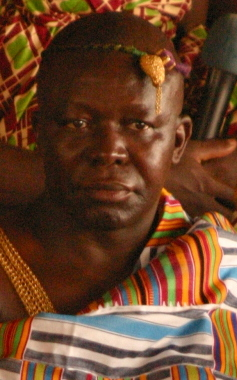
Otumfuo Nana Osei Tutu II, roi d'Asante
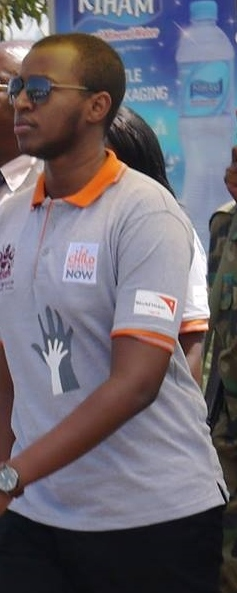
Rukidi IV, roi du Toro
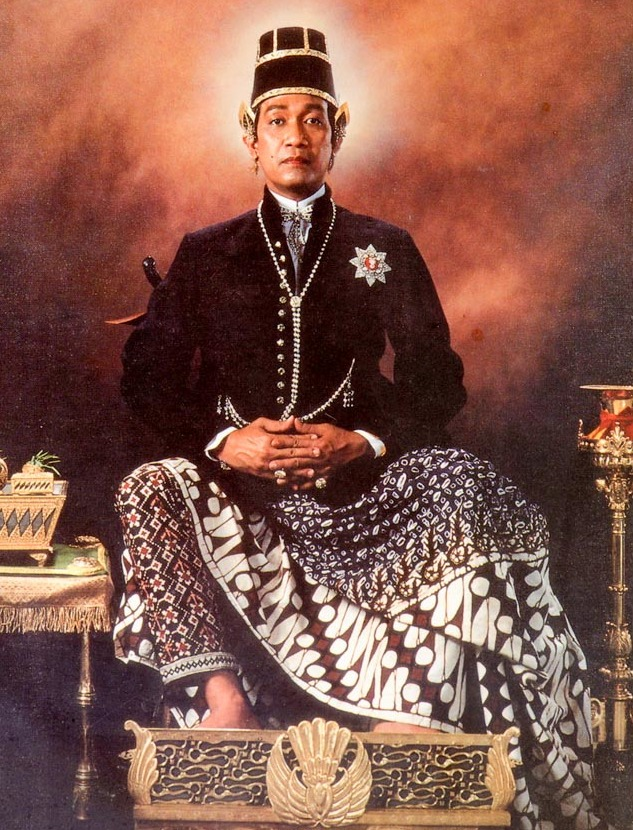
Hamengkubuwana X, sultan de Yogyakarta

#### Émirats arabes unis
| Émirat          | Monarque                                                |
| --------------- | ------------------------------------------------------- |
| Abou Dabi       | émir Mohammed ben Zayed Al Nahyane - 14 mai 2022        |
| Ajman           | émir Humaid bin Rashid Al Nuaimi III - 6 septembre 1981 |
| Charjah         | émir Sultan bin Mohammed al-Qasimi - 25 janvier 1972    |
| Dubaï           | émir Mohammed ben Rachid Al Maktoum - 5 janvier 2006    |
| Fujaïrah        | émir Hamad ben Mohammed Al Sharqi - 18 septembre 1974   |
| Oumm al-Qaïwaïn | émir Saud bin Rashid Al Mualla - 2 janvier 2009         |
| Ras el-Khaïmah  | émir Saoud ben Saqr Al Qassimi - octobre 2010           |

#### Wallis-et-Futuna
| Royaume | Monarque                                     |
| ------- | -------------------------------------------- |
| Uvea    | Lavelua Patalione Kanimoa - 14 avril 2016    |
| Alo     | Tu'i Agaifo Lino Leleivai - 30 novembre 2018 |
| Sigave  | Tu'i Sigave Eufenio Takala - 1er mars 2016   |